# علاء الشقران
علاء الشقران (عربی: علاء وليد بشير الشقران؛ زادهٔ ۲۱ آوریل ۱۹۸۷) بازیکن فوتبال اهل اردن است.
از باشگاه‌هایی که در آن بازی کرده‌است می‌توان به باشگاه فوتبال هجر، باشگاه ورزشی الوحده (سوریه)، باشگاه فوتبال الشباب اردن، و باشگاه ورزشی الرمثا اشاره کرد.
وی همچنین در تیم‌های ملی فوتبال زیر ۲۰ سال اردن و اردن بازی کرده‌است.